# Campeonato de Fórmula Regional Europeia de 2020
O Campeonato de Fórmula Regional Europeia de 2020 foi uma competição de monopostos com vários eventos realizados em toda a Europa. O campeonato, também chamado de FREC, contou com pilotos profissionais e amadores competindo em carros de Fórmula 3 que estavam em conformidade com os regulamentos da FIA. Esta foi a segunda temporada do campeonato e a última antes da fusão com a Eurocopa de Fórmula Renault.
A equipe italiana Prema Powerteam foi campeã de construtores pelo segundo ano consecutivo, enquanto seu piloto, o brasileiro Gianluca Petecof, foi campeão de estreantes e também conquistou o campeonato de pilotos na última prova.

## Equipes e pilotos
Todas as equipes e pilotos competiram com o Tatuus - Alfa Romeo F.3 T-318.
| Equipe                   | Nº. | Pilotos             | Status | Rodadas |
| ------------------------ | --- | ------------------- | ------ | ------- |
| KIC Motorsport           | 2   | Nico Göhler         |        | 3, 5    |
| KIC Motorsport           | 4   | Jüri Vips           |        | 1–2, 4  |
| KIC Motorsport           | 5   | Patrik Pasma        |        | Todas   |
| KIC Motorsport           | 7   | Nicola Marinangeli  |        | 7–8     |
| KIC Motorsport           | 40  | Konsta Lappalainen  |        | Todas   |
| Van Amersfoort Racing    | 3   | Pierre-Louis Chovet | E      | Todas   |
| Van Amersfoort Racing    | 11  | Alessandro Famularo | E      | 3–5     |
| Van Amersfoort Racing    | 23  | Facu Regalia        | C      | 2       |
| Van Amersfoort Racing    | 62  | Dennis Hauger       |        | 6–8     |
| Prema Powerteam          | 6   | Oliver Rasmussen    | E      | Todas   |
| Prema Powerteam          | 10  | Gianluca Petecof    | E      | Todas   |
| Prema Powerteam          | 14  | Arthur Leclerc      | E      | Todas   |
| Prema Powerteam          | 55  | Jamie Chadwick      |        | Todas   |
| Monolite Racing          | 15  | Matteo Nannini      |        | 6       |
| Monolite Racing          | 99  | Andrea Cola         | E      | 1–5, 8  |
| Gillian Track Events GTE | 33  | Gillian Henrion     | E      | Todas   |
| DR Formula RP Motorsport | 41  | Emidio Pesce        | E      | Todas   |
| DR Formula RP Motorsport | 45  | Ian Rodríguez       |        | 7       |

| Ícone | Status    |
| ----- | --------- |
| E     | Estreante |
| C     | Convidado |

- Roman Staněk estava programado para competir na Prema Powerteam, mas desistiu antes do início da temporada. Sua vaga foi para Jamie Chadwick.[18][19]
- Brad Benavides estava escalado para competir pela DR Formula RP Motorsport, mas não compareceu em nenhuma rodada.[20]
- David Vidales estava programado para competir pela US Racing, mas nem a equipe nem o piloto apareceram em nenhuma rodada.[21]

## Calendário
O calendário inicial foi anunciado em 16 de setembro de 2019. Após vários adiamentos devido à pandemia de COVID-19, um calendário revisto foi anunciado em 19 de maio de 2020. Em 3 de junho de 2020, foi divulgado o adiamento da abertura da temporada em Hungaroring por 2 semanas. Uma nova versão do calendário foi publicada em 11 de junho de 2020, com Hungaroring sendo substituída pelo Circuito de Misano.
| Rodada | Rodada | Circuito                              | Data           | Pole Position       | Volta mais rápida                                | Piloto vencedor                                  | Equipe vencedora                                 | Estreante vencedor                               |
| ------ | ------ | ------------------------------------- | -------------- | ------------------- | ------------------------------------------------ | ------------------------------------------------ | ------------------------------------------------ | ------------------------------------------------ |
| 1      | R1     | Misano World Circuit Marco Simoncelli | 1 de agosto    | Arthur Leclerc      | Jüri Vips                                        | Oliver Rasmussen                                 | Prema Powerteam                                  | Oliver Rasmussen                                 |
| 1      | R2     | Misano World Circuit Marco Simoncelli | 1 de agosto    | Arthur Leclerc      | Gianluca Petecof                                 | Arthur Leclerc                                   | Prema Powerteam                                  | Arthur Leclerc                                   |
| 1      | R3     | Misano World Circuit Marco Simoncelli | 2 de agosto    | Arthur Leclerc      | Arthur Leclerc                                   | Gianluca Petecof                                 | Prema Powerteam                                  | Gianluca Petecof                                 |
| 2      | R1     | Circuito Paul Ricard                  | 22 de agosto   | Arthur Leclerc      | Arthur Leclerc                                   | Arthur Leclerc                                   | Prema Powerteam                                  | Arthur Leclerc                                   |
| 2      | R2     | Circuito Paul Ricard                  | 22 de agosto   | Gianluca Petecof    | Jüri Vips                                        | Gianluca Petecof                                 | Prema Powerteam                                  | Gianluca Petecof                                 |
| 2      | R3     | Circuito Paul Ricard                  | 23 de agosto   | Gianluca Petecof    | Gianluca Petecof                                 | Arthur Leclerc                                   | Prema Powerteam                                  | Arthur Leclerc                                   |
| 3      | R1     | Red Bull Ring                         | 12 de setembro | Gianluca Petecof    | Gianluca Petecof                                 | Gianluca Petecof                                 | Prema Powerteam                                  | Gianluca Petecof                                 |
| 3      | R2     | Red Bull Ring                         | 13 de setembro | Gianluca Petecof    | Gianluca Petecof                                 | Gianluca Petecof                                 | Oliver Rasmussen                                 | Prema Powerteam                                  |
| 3      | R3     | Red Bull Ring                         | 13 de setembro | Gianluca Petecof    | Gianluca Petecof                                 | Gianluca Petecof                                 | Prema Powerteam                                  | Gianluca Petecof                                 |
| 4      | R1     | Circuito de Mugello                   | 3 de outubro   | Oliver Rasmussen    | Jüri Vips                                        | Arthur Leclerc                                   | Prema Powerteam                                  | Arthur Leclerc                                   |
| 4      | R2     | Circuito de Mugello                   | 4 de outubro   | Arthur Leclerc      | Pierre-Louis Chovet                              | Arthur Leclerc                                   | Prema Powerteam                                  | Arthur Leclerc                                   |
| 4      | R3     | Circuito de Mugello                   | 4 de outubro   | Arthur Leclerc      | Gianluca Petecof                                 | Arthur Leclerc                                   | Prema Powerteam                                  | Arthur Leclerc                                   |
| 5      | R1     | Autódromo Nacional de Monza           | 17 de outubro  | Patrik Pasma        | Oliver Rasmussen                                 | Patrik Pasma                                     | KIC Motorsport                                   | Gianluca Petecof                                 |
| 5      | R2     | Autódromo Nacional de Monza           | 18 de outubro  | Patrik Pasma        | Oliver Rasmussen                                 | Oliver Rasmussen                                 | Prema Powerteam                                  | Oliver Rasmussen                                 |
| 5      | R3     | Autódromo Nacional de Monza           | 18 de outubro  | Arthur Leclerc      | Gianluca Petecof                                 | Patrik Pasma                                     | KIC Motorsport                                   | Gianluca Petecof                                 |
| 6      | R1     | Circuito de Barcelona-Catalunha       | 31 de outubro  | Pierre-Louis Chovet | Pierre-Louis Chovet                              | Oliver Rasmussen                                 | Prema Powerteam                                  | Oliver Rasmussen                                 |
| 6      | R2     | Circuito de Barcelona-Catalunha       | 31 de outubro  | Dennis Hauger       | Oliver Rasmussen                                 | Oliver Rasmussen                                 | Prema Powerteam                                  | Oliver Rasmussen                                 |
| 6      | R3     | Circuito de Barcelona-Catalunha       | 1º de novembro | Dennis Hauger       | Pierre-Louis Chovet                              | Pierre-Louis Chovet                              | Van Amersfoort Racing                            | Pierre-Louis Chovet                              |
| 7      | R1     | Autódromo Enzo e Dino Ferrari         | 21 de novembro | Oliver Rasmussen    | Dennis Hauger                                    | Ian Rodríguez                                    | Fórmula DR RP Motorsport                         | Arthur Leclerc                                   |
| 7      | R2     | Autódromo Enzo e Dino Ferrari         | 22 de novembro | Arthur Leclerc      | Patrik Pasma                                     | Patrik Pasma                                     | KIC Motorsport                                   | Gianluca Petecof                                 |
| 7      | R3     | Autódromo Enzo e Dino Ferrari         | 22 de novembro | Patrik Pasma        | Patrik Pasma                                     | Patrik Pasma                                     | KIC Motorsport                                   | Arthur Leclerc                                   |
| 8      | R1     | Autódromo Vallelunga                  | 5 de dezembro  | Oliver Rasmussen    | Patrik Pasma                                     | Dennis Hauger                                    | Van Amersfoort Racing                            | Oliver Rasmussen                                 |
| 8      | R2     | Autódromo Vallelunga                  | 6 de dezembro  | Oliver Rasmussen    | Corrida cancelada devido às condições climáticas | Corrida cancelada devido às condições climáticas | Corrida cancelada devido às condições climáticas | Corrida cancelada devido às condições climáticas |
| 8      | R3     | Autódromo Vallelunga                  | 6 de dezembro  | Oliver Rasmussen    | Konsta Lappalainen                               | Oliver Rasmussen                                 | Prema Powerteam                                  | Oliver Rasmussen                                 |

## Classificação do campeonato
Pontos foram concedidos aos 10 primeiros colocados das corridas. Não foram distribuídos pontos para a pole position ou a volta mais rápida.
| Posição | 1º | 2º | 3º | 4º | 5º | 6º | 7º | 8º | 9º | 10º |
| Pontos  | 25 | 18 | 15 | 12 | 10 | 8  | 6  | 4  | 2  | 1   |

### Classificação dos pilotos
| Pos.                                     | Piloto              | MIS | MIS | MIS | LEC | LEC | LEC | RBR | RBR | RBR | MUG | MUG | MUG | MNZ | MNZ | MNZ | CAT | CAT | CAT | IMO | IMO | IMO | VLL | VLL | VLL | Pts. |
| Pos.                                     | Piloto              | R1  | R2  | R3  | R1  | R2  | R3  | R1  | R2  | R3  | R1  | R2  | R3  | R1  | R2  | R3  | R1  | R2  | R3  | R1  | R2  | R3  | R1  | R2  | R3  | Pts. |
| ---------------------------------------- | ------------------- | --- | --- | --- | --- | --- | --- | --- | --- | --- | --- | --- | --- | --- | --- | --- | --- | --- | --- | --- | --- | --- | --- | --- | --- | ---- |
| 1                                        | Gianluca Petecof    | 4   | 2   | 1   | 2   | 1   | 2   | 1   | 2   | 1   | 4   | 3   | 2   | 2   | 6   | 2   | 5   | 6   | 3   | 8   | 3   | 4   | 4   | C   | 5   | 359  |
| 2                                        | Arthur Leclerc      | Ret | 1   | 2   | 1   | 2   | 1   | 2   | 3   | 2   | 1   | 1   | 1   | 3   | 9†  | 6   | 2   | 5   | 4   | 3   | Ret | 2   | 6   | C   | Ret | 343  |
| 3                                        | Oliver Rasmussen    | 1   | 3   | 3   | 6   | 5   | 4   | 3   | 1   | 3   | 3   | 6   | 3   | 4   | 1   | 4   | 1   | 1   | 5   | DNS | 6   | 6   | 3   | C   | 1   | 343  |
| 4                                        | Patrik Pasma        | 2   | 4   | 5   | 5   | 6   | 5   | 4   | 5   | 6   | 8   | 9   | 4   | 1   | 4   | 1   | 4   | 4   | 8   | 6   | 1   | 1   | 2   | C   | 6   | 290  |
| 5                                        | Pierre-Louis Chovet | 5   | 5   | 7   | 3   | 4   | 7   | 5   | 4   | 7   | 5   | 2   | 7   | 11  | 3   | 5   | 7   | 3   | 1   | 4   | 5   | 3   | Ret | C   | 3   | 244  |
| 6                                        | Konsta Lappalainen  | 9†  | 7   | Ret | 8   | Ret | 6   | Ret | 7   | 11  | 7   | DNS | 5   | 7   | 2   | 3   | 6   | 10  | 7   | 5   | 7   | 8   | 5   | C   | 4   | 140  |
| 7                                        | Dennis Hauger       |     |     |     |     |     |     |     |     |     |     |     |     |     |     |     | 3   | 2   | 2   | 2   | 4   | 5   | 1   | C   | 2   | 134  |
| 8                                        | Jüri Vips           | Ret | 6   | 4   | 4   | 3   | 3   |     |     |     | 2   | 10  | Ret |     |     |     |     |     |     |     |     |     |     |     |     | 81   |
| 9                                        | Jamie Chadwick      | 3   | 8   | 6   | 10  | 10† | 9   | Ret | 10  | 5   | 9   | 7   | 8   | 10  | Ret | 8   | 10  | 9   | 10  | Ret | 9   | 10  | 8   | C   | 7   | 80   |
| 10                                       | Gillian Henrion     | 8†  | 10  | 8   | 9   | 8   | 10  | Ret | Ret | 8   | DNS | 4   | 10  | 6   | Ret | Ret | 8   | 7   | 9   | 7   | 8   | Ret | 7   | C   | 8   | 78   |
| 11                                       | Alessandro Famularo |     |     |     |     |     |     | 7   | 6   | 4   | 6   | 5   | 6   | 5   | 5   | 10  |     |     |     |     |     |     |     |     |     | 73   |
| 12                                       | Emidio Pesce        | 7   | 11  | Ret | 11  | 11† | DNS | 8   | 8   | 9   | Ret | 8   | 9   | 8   | 7   | 7   | 11  | 11  | 11  | 10  | 11  | 7   | 9   | C   | 10  | 50   |
| 13                                       | Ian Rodríguez       |     |     |     |     |     |     |     |     |     |     |     |     |     |     |     |     |     |     | 1   | 2   | 9   |     |     |     | 45   |
| 14                                       | Andrea Cola         | 6   | 9   | 9   | 12  | 9   | 11  | 9   | 11  | 10  | Ret | Ret | 11† | 12  | 8   | 9   |     |     |     |     |     |     | WD  | C   | WD  | 26   |
| 15                                       | Matteo Nannini      |     |     |     |     |     |     |     |     |     |     |     |     |     |     |     | 9   | 8   | 6   |     |     |     |     |     |     | 14   |
| 16                                       | Nico Göhler         |     |     |     |     |     |     | 6   | 9   | Ret |     |     |     | 9   | Ret | DNS |     |     |     |     |     |     |     |     |     | 12   |
| 17                                       | Nicola Marinangeli  |     |     |     |     |     |     |     |     |     |     |     |     |     |     |     |     |     |     | 9   | 10  | 11  | 10  | C   | 9   | 6    |
| Guest drivers ineligible to score points |                     |     |     |     |     |     |     |     |     |     |     |     |     |     |     |     |     |     |     |     |     |     |     |     |     |      |
| –                                        | Facu Regalia        |     |     |     | 7   | 7   | 8   |     |     |     |     |     |     |     |     |     |     |     |     |     |     |     |     |     |     | –    |
| Pos.                                     | Piloto              | R1  | R2  | R3  | R1  | R2  | R3  | R1  | R2  | R3  | R1  | R2  | R3  | R1  | R2  | R3  | R1  | R2  | R3  | R1  | R2  | R3  | R1  | R2  | R3  | Pts. |
| Pos.                                     | Piloto              | MIS | MIS | MIS | LEC | LEC | LEC | RBR | RBR | RBR | MUG | MUG | MUG | MNZ | MNZ | MNZ | CAT | CAT | CAT | IMO | IMO | IMO | VLL | VLL | VLL | Pts. |

| Cor      | Resultado            |
| -------- | -------------------- |
| Ouro     | Vencedor             |
| Prata    | 2º lugar             |
| Bronze   | 3º lugar             |
| Verde    | Terminou, nos pontos |
| Azul     | Terminou, sem pontos |
| Púrpura  | Retirou-se (Ret)     |
| Vermelho | Não qualificado (NQ) |
| Preto    | Desqualificado (DSQ) |
| Branco   | Não largou (NL)      |
| Sem cor  | Não participou (NP)  |
| Sem cor  | Lesionado (Les)      |
| Sem cor  | Excluído (EX)        |

### Classificação dos estreantes
| Pos. | Piloto              | MIS | MIS | MIS | LEC | LEC | LEC | RBR | RBR | RBR | MUG | MUG | MUG | MNZ | MNZ | MNZ | CAT | CAT | CAT | IMO | IMO | IMO | VLL | VLL | VLL | Pts. |
| Pos. | Piloto              | R1  | R2  | R3  | R1  | R2  | R3  | R1  | R2  | R3  | R1  | R2  | R3  | R1  | R2  | R3  | R1  | R2  | R3  | R1  | R2  | R3  | R1  | R2  | R3  | Pts. |
| ---- | ------------------- | --- | --- | --- | --- | --- | --- | --- | --- | --- | --- | --- | --- | --- | --- | --- | --- | --- | --- | --- | --- | --- | --- | --- | --- | ---- |
| 1    | Gianluca Petecof    | 4   | 2   | 1   | 2   | 1   | 2   | 1   | 2   | 1   | 4   | 3   | 2   | 2   | 6   | 2   | 5   | 6   | 3   | 8   | 3   | 4   | 4   | C   | 5   | 430  |
| 2    | Oliver Rasmussen    | 1   | 3   | 3   | 6   | 5   | 4   | 3   | 1   | 3   | 3   | 6   | 3   | 4   | 1   | 4   | 1   | 1   | 5   | DNS | 6   | 6   | 3   | C   | 1   | 387  |
| 3    | Arthur Leclerc      | Ret | 1   | 2   | 1   | 2   | 1   | 2   | 3   | 2   | 1   | 1   | 1   | 3   | 9†  | 6   | 2   | 5   | 4   | 3   | Ret | 2   | 6   | C   | Ret | 386  |
| 4    | Pierre-Louis Chovet | 5   | 5   | 7   | 3   | 4   | 7   | 5   | 4   | 7   | 5   | 2   | 7   | 11  | 3   | 5   | 7   | 3   | 1   | 4   | 5   | 3   | Ret | C   | 3   | 321  |
| 5    | Gillian Henrion     | 8†  | 10  | 8   | 9   | 8   | 10  | Ret | Ret | 8   | DNS | 4   | 10  | 6   | Ret | Ret | 8   | 7   | 9   | 7   | 8   | Ret | 7   | C   | 8   | 173  |
| 6    | Emidio Pesce        | 7   | 11  | Ret | 11  | 11† | DNS | 8   | 8   | 9   | Ret | 8   | 9   | 8   | 7   | 7   | 11  | 11  | 11  | 10  | 11  | 7   | 9   | C   | 10  | 168  |
| 7    | Alessandro Famularo |     |     |     |     |     |     | 7   | 6   | 4   | 6   | 5   | 6   | 5   | 5   | 10  |     |     |     |     |     |     |     |     |     | 97   |
| 8    | Andrea Cola         | 6   | 9   | 9   | 12  | 9   | 11  | 9   | 11  | 10  | Ret | Ret | 11† | 12  | 8   | 9   |     |     |     |     |     |     | WD  | C   | WD  | 92   |
| Pos. | Piloto              | R1  | R2  | R3  | R1  | R2  | R3  | R1  | R2  | R3  | R1  | R2  | R3  | R1  | R2  | R3  | R1  | R2  | R3  | R1  | R2  | R3  | R1  | R2  | R3  | Pts. |
| Pos. | Piloto              | MIS | MIS | MIS | LEC | LEC | LEC | RBR | RBR | RBR | MUG | MUG | MUG | MNZ | MNZ | MNZ | CAT | CAT | CAT | IMO | IMO | IMO | VLL | VLL | VLL | Pts. |

### Classificação das equipes
Apenas os dois carros melhor classificados de uma equipe eram elegíveis para pontuar.
| Pos. | Equipe                   | MIS | MIS | MIS | LEC | LEC | LEC | RBR | RBR | RBR | MUG | MUG | MUG | MNZ | MNZ | MNZ | CAT | CAT | CAT | IMO | IMO | IMO | VLL | VLL | VLL | Pts. |
| Pos. | Equipe                   | R1  | R2  | R3  | R1  | R2  | R3  | R1  | R2  | R3  | R1  | R2  | R3  | R1  | R2  | R3  | R1  | R2  | R3  | R1  | R2  | R3  | R1  | R2  | R3  | Pts. |
| ---- | ------------------------ | --- | --- | --- | --- | --- | --- | --- | --- | --- | --- | --- | --- | --- | --- | --- | --- | --- | --- | --- | --- | --- | --- | --- | --- | ---- |
| 1    | Prema Powerteam          | 1   | 1   | 1   | 1   | 1   | 1   | 1   | 1   | 1   | 1   | 1   | 1   | 2   | 1   | 2   | 1   | 1   | 3   | 3   | 3   | 2   | 3   | C   | 1   | 842  |
| 1    | Prema Powerteam          | 3   | 2   | 2   | 2   | 2   | 2   | 2   | 2   | 2   | 3   | 3   | 2   | 3   | 6   | 4   | 2   | 5   | 4   | 8   | 6   | 4   | 4   | C   | 5   | 842  |
| 2    | KIC Motorsport           | 2   | 4   | 4   | 4   | 3   | 3   | 4   | 5   | 6   | 2   | 9   | 4   | 1   | 2   | 1   | 4   | 4   | 7   | 5   | 1   | 1   | 2   | C   | 4   | 495  |
| 2    | KIC Motorsport           | 9†  | 6   | 5   | 5   | 6   | 5   | 6   | 7   | 11  | 7   | 10  | 5   | 7   | 4   | 3   | 6   | 10  | 8   | 6   | 7   | 8   | 5   | C   | 6   | 495  |
| 3    | Van Amersfoort Racing    | 5   | 5   | 7   | 3   | 4   | 7   | 5   | 4   | 4   | 5   | 2   | 6   | 5   | 3   | 5   | 3   | 2   | 1   | 2   | 4   | 3   | 1   | C   | 2   | 451  |
| 3    | Van Amersfoort Racing    |     |     |     |     |     |     | 7   | 6   | 7   | 6   | 5   | 7   | 11  | 5   | 10  | 7   | 3   | 2   | 4   | 5   | 5   | Ret | C   | 3   | 451  |
| 4    | DR Formula RP Motorsport | 7   | 11  | Ret | 11  | 11† | DNS | 8   | 8   | 9   | Ret | 8   | 9   | 8   | 7   | 7   | 11  | 11  | 11  | 1   | 2   | 7   | 9   | C   | 10  | 95   |
| 4    | DR Formula RP Motorsport |     |     |     |     |     |     |     |     |     |     |     |     |     |     |     |     |     |     | 10  | 11  | 9   |     |     |     | 95   |
| 5    | Gillian Track Events GTE | 8†  | 10  | 8   | 9   | 8   | 10  | Ret | Ret | 8   | DNS | 4   | 10  | 6   | Ret | Ret | 8   | 7   | 9   | 7   | 8   | Ret | 7   | C   | 8   | 78   |
| 6    | Monolite Racing          | 6   | 9   | 9   | 12  | 9   | 11  | 9   | 11  | 10  | Ret | Ret | 11† | 12  | 8   | 9   | 9   | 8   | 6   |     |     |     | WD  | C   | WD  | 40   |
| Pos. | Equipe                   | R1  | R2  | R3  | R1  | R2  | R3  | R1  | R2  | R3  | R1  | R2  | R3  | R1  | R2  | R3  | R1  | R2  | R3  | R1  | R2  | R3  | R1  | R2  | R3  | Pts. |
| Pos. | Equipe                   | MIS | MIS | MIS | LEC | LEC | LEC | RBR | RBR | RBR | MUG | MUG | MUG | MNZ | MNZ | MNZ | CAT | CAT | CAT | IMO | IMO | IMO | VLL | VLL | VLL | Pts. |